# Marc Demeyer
Marc Demeyer es un antiguo ciclista belga nacido el 19 de abril de 1950 en Avelgem y fallecido el 20 de enero de 1982 en Merelbeke.

## Biografía
Profesional de 1972 a 1982, ganó dos etapas en el Tour de Francia en seis participaciones, una en el Tour de 1978 en la 19.ª etapa entre Lausanne y Belfort y la otra en el Tour de 1979 en la 14.ª etapa entre Belfort y Évian-les-Bains. También ganó la clasificación de los sprints intermedios de los Tours 1973 y 1975, así como la París-Roubaix 1976.
Deprimido y minado debido a problemas personales, murió de una crisis cardíaca a los 31 años de edad.

## Palmarés
| 1971 - 2 etapas del Vredeskoers - 2 etapas de la Carrera de la Paz 1972 - A Través de Flandes - Gran Premio de Isbergues - GP Fayt-le-Franc 1973 - 1 etapa de los Cuatro Días de Dunkerque - G.P. de Denain - Clasificación de los esprints intermedios del Tour de Francia 1974 - París-Bruselas - Scheldeprijs Vlaanderen - G. P. Pino Cerami - 1 etapa de los Cuatro Días de Dunkerque - Omloop van de Vlasstreek 1975 - 1 etapa del Tour de Luxemburgo - 1 etapa de los Cuatro Días de Dunkerque - Nokere Koerse - Stadsprijs Geraardsbergen - Clasificación de los esprints intermedios del Tour de Francia | 1976 - París-Roubaix 1977 - 2 etapas del Giro de Italia - Circuito de Houtland - Scheldeprijs Vlaanderen - Circuito de la Frontera 1978 - 1 etapa del Tour de Francia 1979 - 1 etapa del Tour de Francia - 1 etapa de la Vuelta a Bélgica - 1 etapa de la Dauphiné Libéré - 2 etapas de la Midi libre - 3 etapas de los Cuatro Días de Dunkerque - 1 etapa de la Semana Catalana - De Kustpijl Heist - Omloop van de Vlasstreek 1980 - 1 etapa de la Midi libre - Circuito de la Frontera |

## Resultados en las grandes vueltas
| Carrera         | 1972 | 1973 | 1974 | 1975 | 1976 | 1977 | 1978 | 1979 | 1980 | 1981 | 1982 |
| --------------- | ---- | ---- | ---- | ---- | ---- | ---- | ---- | ---- | ---- | ---- | ---- |
| Giro de Italia  | -    | -    | -    | -    | -    | 78.º | -    | Ab.  | -    | -    | -    |
| Tour de Francia | -    | 72.º | 41.º | 42.º | 56.º | -    | 49.º | 57.º | -    | -    | -    |
| Vuelta a España | -    | -    | -    | -    | -    | 33º  | Ab.  | -    | -    | -    | -    |
| Mundial en Ruta | -    | -    | -    | -    | 50.º | Ab.  | Ab.  | -    | -    | -    | -    |